# Hammar Lacus
Hammar Lacus – jedno z jezior na powierzchni Tytana, największym księżycu Saturna; wypełnione płynnymi węglowodorami (głównie metanem i etanem z rozpuszczonym w nich azotem). Współrzędne obiektu wynoszą: 48.6°N 308.29°W. Zbiornik ten ma 200 km długości w najdłuższym miejscu i powierzchnię około 18 600 km², co czyni go trzecim pod względem wielkości jeziorem na Tytanie.
Nazwane po irakijskim jeziorze Hammar – nazwa ta została przyjęta przez Międzynarodową Unię Astronomiczną w grudniu 2013 roku.